# Коцић
Коцић је српско презиме. Познате особе са овим презименом су:
- Александар Коцић (рођен 1969), бивши српски фудбалски голман
- Милош Коцић (рођен 1985), српски фудбалер
- Младен Коцић (рођен 1988), српски футсал играч